# Mai Jia
Jiang Benhu (förenklad kinesiska: 蒋本浒; traditionell kinesiska: 蔣本滸; pinyin: Jiǎng Běnhǔ); född 1964, mer känd under pseudonymen Mai Jia, är en kinesisk författare och ordförande för den Kinesiska Författarföreningen. Efter en bana som soldat, då han enligt egen uppgift "sköt så lite som möjligt och läste så mycket som möjligt", är han nu en av Kinas bästsäljande författare.
Mai Jia skriver främst thrillers och spionromaner. En engelsk översättning av hans roman 解密 (Avkodad) publicerades 18 mars 2014 under titeln Decoded. Kritikermottagandet har överlag varit positivt. Brittiska The Economist beskrev boken som den "kinesiska roman alla borde läsa", och jämförde stilen med Gabriel García Márquez och Tom McCarthy.

### Kortromaner
- Letting the Mashed Man Speak (让蒙面人说话)

### Romaner
- Decoded (《解密》)
- Plot (《暗算》)
- Sound of the Wind (《风声》)